# Birchdale
 (février 2023).
Si vous disposez d'ouvrages ou d'articles de référence ou si vous connaissez des sites web de qualité traitant du thème abordé ici, merci de compléter l'article en donnant les références utiles à sa vérifiabilité et en les liant à la section « Notes et références ».
Birchdale est une communauté non-incorporée des États-Unis située dans le nord du Minnesota, dans le Comté de Koochiching.
Birchdale est située sur la Minnesota Highway 11 entre International Falls et Baudette. Elle fournit en services courants (ravitaillement, vente de bois et de pains de glace, restaurants, publiphones...) aux visiteurs du Parc d'État Franz Jevne situé à proximité, l'équipement de ce petit parc étant très sommaire.